# Vålåtjärnarna (Undersåkers socken, Jämtland, 699189-134710)
Vålåtjärnarna är en sjö i Åre kommun i Jämtland och ingår i Indalsälvens huvudavrinningsområde. Sjön har en area på 0,295 kvadratkilometer och ligger 947,3 meter över havet. Vålåtjärnarna ligger i Vålådalen Natura 2000-område. Sjön avvattnas av vattendraget Dunsjöån.

## Delavrinningsområde
Vålåtjärnarna ingår i det delavrinningsområde (699152-134718) som SMHI kallar för Utloppet av Vålåtjärnarna. Medelhöjden är 974 meter över havet och ytan är 1,05 kvadratkilometer. Räknas de 5 avrinningsområdena uppströms in blir den ackumulerade arean 43,45 kvadratkilometer. Dunsjöån som avvattnar avrinningsområdet har biflödesordning 3, vilket innebär att vattnet flödar genom totalt 3 vattendrag innan det når havet efter 351 kilometer. Avrinningsområdet består mestadels av kalfjäll (73 procent). Avrinningsområdet har 0,29 kvadratkilometer vattenytor vilket ger det en sjöprocent på 27,3 procent.